# Григорьевка (Карасукский район)
Григорьевка — упразднённый посёлок в Карасукском районе Новосибирской области. Располагался на территории современного Хорошинского сельсовета.

## География
Располагался в 4 км к юго-западу от деревни Токаревка на правом берегу реки Чуман.

## История
Основан в 1910 г. В 1926 г. посёлок Григорьевка состоял из 25 хозяйств. В составе Чуманского сельсовета Ново-Алексеевского района Славгородского округа Сибирского края.

## Население
По переписи 1926 г. в посёлке проживало 141 человек (70 мужчин и 71 женщина), основное население — украинцы.